# 레저스포츠의 유형
레저스포츠의 유형은 다음과 같이 분류해 볼 수 있다. 레저스포츠는 크게 모험레저스포츠, 비행레저스포츠, 수상 · 수중레저스포츠, 구기레저스포츠, 격기레저스포츠, 동계레저스포츠, 조준레저스포츠 등으로 구분된다.
(1) 모험레저스포츠
모험레저스포츠(adventure-leisure sports)란 지상에서 이루어지는 형태중 모험성이 매우 강한 스포츠 종목으로서 번지점프, 인라인스케이트, 롤러스케이트, 스케이트보드, 묘기자전거, 트레킹, 백패킹, 동굴탐험, 탐석여행, 탐조여행, 전파방향탐지, 온천산행, 산악자전거, 산악마라톤, 암벽타기, 인공 암벽타기, 빙벽타기, 오토캠핑, 오리엔티어링, 오리엔트서바이벌, 자동차랠리 등의 종목이 있다.
(2) 비행레저스포츠
비행레저스포츠(air-leisure sports)란 항공스포츠 종목으로서 패러글라이딩, 모터패러글라이딩(파고제트), 행글라이딩, 스카이다이빙, 경비행기, 초경량항공기, 조인경기, 열기구, 롤러코스트, 패러세일링 등이 있다.
(3) 수상 · 수중레저스포츠
수상 ·수중레저스포츠(water/under water-leisure sports)란 수면 혹은 수중에서 기구를 이용하거나 기구 없이 할 수 있으며, 수영, 윈드서핑, 서프제트, 모터보트, 파워보트, 바나나보트, 수구, 수상스키, 제트스키, 워터슬레이, 요트, 호버크래프트, 래프팅, 스킨스쿠버다이빙, 아쿠아로빅스, 조정, 카약, 카누, 아쿠아라크로스, 낚시, 윈드크루저 등이 있다.
(4) 구기레저스포츠
구기레저스포츠란 볼 종류를 가지고 하는 종목으로서 축구, 야구, 농구, 배구, 럭비, 탁구, 테니스, 배드민턴, 족구, 볼링, 골프, 미식축구, 스쿼시, 소프트볼, 게이트볼, 라켓볼, 핸드볼, 비치발리볼 등이 있다.
(5) 격기레저스포츠
격기레저스포츠란 자신을 방어하며, 상대방을 제압하는 종목으로서 태권도, 유도, 합기도, 검도, 복싱, 우슈, 태껸, 펜싱, 씨름, 레슬링, 호신술 등이 있다. 
(6) 동계레저스포츠
동계레저스포츠란 눈이나 얼음 위에서 할 수 있는 종목으로서 스키, 스노보드, 스케이팅, 아이스하키, 컬링, 눈썰매 등이 있다.
(7) 조준레저스포츠
조준레저스포츠(aim-leisure sports)란 어떠한 목표물을 조준해서 맞히는 종목으로 사격, 국궁, 양궁, 석궁 등이 있다.
이 외에 레저스포츠 종목으로 보디빌딩, 에어로빅, 댄스스포츠, 재즈 댄스, 육상, 승마, 필드캐스팅, 마사지구인구직 등의 종목들이 있다.
이처럼 레저스포츠는 다양한 선택의 기회를 제공한다. 하지만 자칫 잘못하면 선택의 차이에 따라 비효율적이고 무미건조한 여가활동을 조장할 수도 있다. 따라서 각 개인은 자신에 맞는 종목을 선택해야하며, 주중 주 3회 정도의 짧은 시간을 들여 주말 레저스포츠를 위한 기초체력이나 기초기능을 연습하는 등의 묘안을 마련해 두는 것도 좋은 방법이 될 것이다.
1. ↑  안현상 외 7명 공저, 안현상 외 7명 공저 (2006년 3월 6일). 〈1〉. 《여가생활과 스포츠》 1판. 건국대학교출판부. 26쪽.
2. ↑  안현상 외 7, 안현상 외 7 (2006년 3월 6일). 〈1〉. 《여가생활과 스포츠》. 건국대학교출판부. 26, 27, 28쪽.